# فلفل سيتشوان

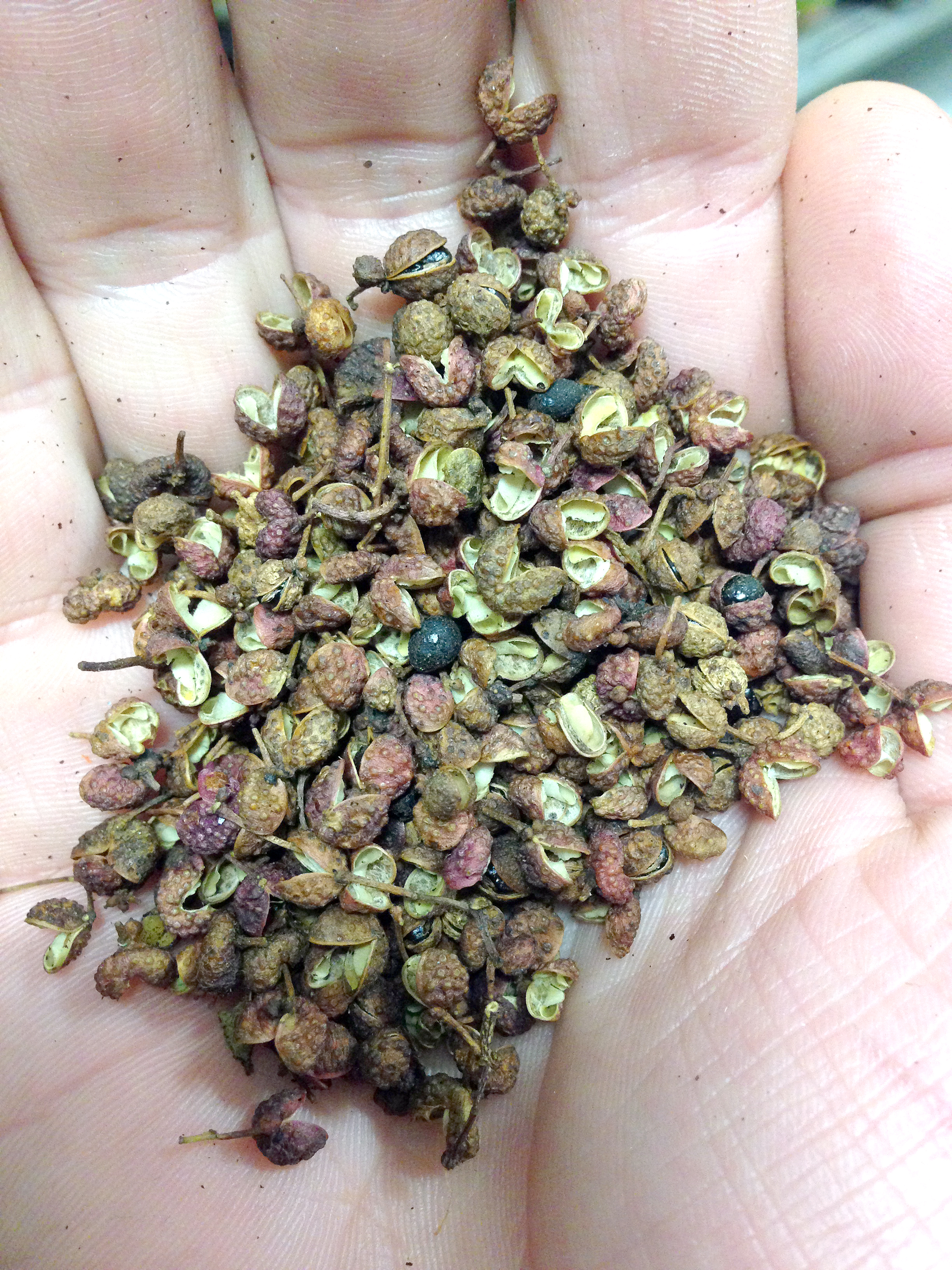
حفنة من فلفل سشوان الأخضر

فلفل سِشْوَان هو نوع من التوابل شائع الاستخدام في مطبخ سيشوان. لا يرتبط فلفل سشوان ارتباطًا وثيقًا بالفلفل الأسود أو الفلفل الحار رغم اسمه. وهي مصنوعة من نباتات من جنس فاغرة في الفصيلة السذابية والتي تشمل الحمضيات السذاب الأذفر. ينتج عن فلفل سشوان عند تناوله تأثير مخدر بسبب وجود هدروكسي ألفا سنشول. التوابل لها تأثير في تحويل الطعمات الأخرى التي يتم تذوقها معًا أو بعد ذلك بوقت قصير. يستخدم في أطباق سشوان مثل mapo doufu و Chongqing hot pot وغالبًا ما يضاف مع الفلفل الحار لخلق طعمة تعرف باسم málà (وتعني "خدر - بهارات").

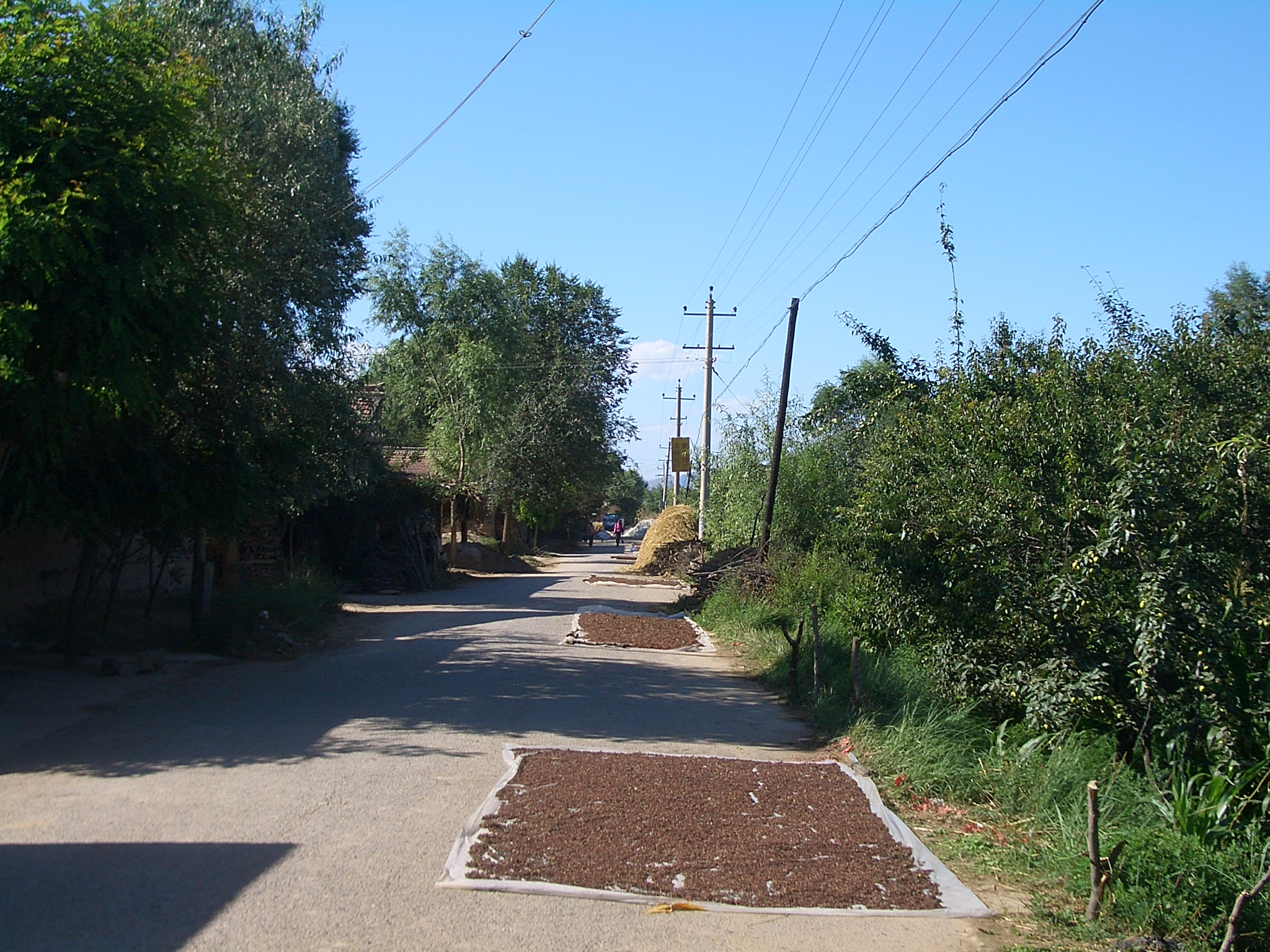
فلفل سيشوان المحصود حديثًا يُترك ليجف في الشمس قَنسو في شمال غرب الصين